# Patricia Smith

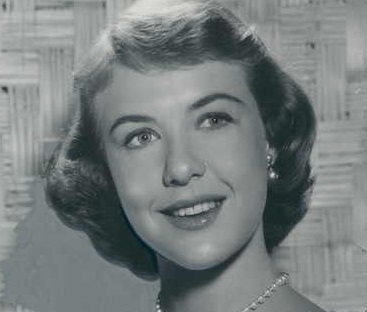
Patricia Smith (1956)

Patricia Smith Lasell (20 de fevereiro de 1930 - 2 de janeiro de 2011) foi uma atriz norte-americana.